# Vers la tendresse
Pour plus de détails, voir Fiche technique et Distribution.
Vers la tendresse est un documentaire français de Alice Diop de 2016, moyen métrage d'une durée de 38 minutes.
Il obtient le César 2017 du Meilleur court métrage.

## Synopsis
Quatre garçons de la « banlieue » française s'expriment sur leurs relations amoureuses.

## Fiche technique
- Titre : Vers la tendresse
- Réalisation : Alice Diop
- Scénario : Alice Diop
- Photographie : Sarah Blum
- Montage : Amrita David
- Production : Toufik Ayadi et Christophe Barral
- Société de production : Les Films du Worso, France 3
- Pays :  France
- Genre : Documentaire
- Durée : 38 minutes
- Dates de sortie : 
  -  France : 6 avril 2016 (Rencontres du moyen métrage de Brive)

## Genèse
Alice Diop s'intéresse aux relations hommes-femmes dans les « banlieues », et indique, pour ce film : « Pour m'aider à y réfléchir, j'ai réuni à La Courneuve quatre jeunes hommes, avec lesquels j'ai échangé autour de leur vie intime. J'avais apporté une caméra, afin de conserver une trace de nos conversations comme l'aurait fait un dictaphone. Je n'imaginais pas que ce qu'ils me diraient serait aussi bouleversant ; que la matière de mon film serait là. »
Le moyen métrage a été tourné en Seine-Saint-Denis, et à Bruxelles,.

## Accueil critique
Le magazine Marianne indique : « Savamment construit, notamment à travers le montage du film, ce "court" dessine, au kebab du coin, au PMU ou lors de voyages initiatiques à Bruxelles, la possibilité "d’un chemin" vers la tendresse dans des quartiers souvent réduits à la brutalité d'une somme de clichés. »
Le magazine Télérama conclut, dans un article sur le moyen métrage : « De la violence misogyne à la possibilité d'aimer : tel est le mouvement ascendant de Vers la tendresse, film d'une grande beauté et porteur d'espoir. »

## Distinctions
- 2016 : Festival du Cinéma de Brive - Rencontres du moyen métrage - Brive (France) - Grand Prix France
- 2016 : FIFF-Festival International de Films de Femmes - Créteil (France) - Prix du public - Meilleur court métrage français & Prix Ina réalisatrice créative
- 2016 : Festival Silhouette - Paris (France) - Prix du jury jeune et Prix du jury documentaire
- César 2017 : César du meilleur court métrage (ex æquo avec Maman(s), de Maïmouna Doucouré)